# Варшавська митрополія
Варшавська митрополія — одна з 14 митрополій Римо-католицької церкви в Польщі. До її складу входять:
- Варшавська архідієцезія
- Плоцька дієцезія
- Варшавсько-праська дієцезія

| Прапор Польщі | Це незавершена стаття про Польщу. Ви можете допомогти проєкту, виправивши або дописавши її. |